# Воинга (река)
Воинга (Воньга) — река в России, протекает в Республике Карелия.
Вытекает из Воингозера у бывшего посёлка Воинга на высоте 124,1 м над уровнем моря.
Устье реки находится в 20 км по правому берегу реки Чуруж на высоте 107,0 м над уровнем моря у бывшего населённого пункта Шавля. Длина реки составляет 20 км.

## Данные водного реестра
По данным государственного водного реестра России относится к Баренцево-Беломорскому бассейновому округу, водохозяйственный участок реки — Кемь от Кривопорожского гидроузла и до устья. Речной бассейн реки — бассейны рек Кольского полуострова и Карелии, впадает в Белое море.
Код объекта в государственном водном реестре — 02020001012102000004733.